# Apple II+
Apple II+ (APPLE II+) је кућни рачунар фирме Епл (Apple) који је почео да се производи у Сједињеним Америчким Државама током 1979. године.
Користио је MOS 6502 микропроцесорску јединицу а RAM меморија рачунара је имала капацитет од 48 KB (64 KB највише). 
Као оперативни систем кориштен је DOS 3.2.1.

## Детаљни подаци
Детаљнији подаци о рачунару APPLE II+ су дати у табели испод.
|                       |                                               |
| [ 1 ]                 |                                               |
| Произвођач            | Епл                                           |
| Тип                   | кућни рачунар                                 |
| Меморија              | 48 (64 највише)                               |
| Поријекло             | Сједињене Америчке Државе                     |
| Година                | 1979                                          |
| Тастатура             | тастатура са пуним помаком тастера            |
| Процесор              |                                               |
| Фреквенција процесора | 1                                             |
| RAM                   | 48 (64 KB)                                    |
| ROM                   | 12 KB                                         |
| Текст                 | 40 x 24, 80 x 24 (са 80-стубова картицом)     |
| Графика               | 40 x 40-48 (16 боја), 280 x 192 (6 боја)      |
| Боја                  | 16                                            |
| Звук                  | један канал, мали звучник                     |
| Димензије             | 39,2 (ширина) x 45,4 (дубина) x 11,8 (висина) |
| Портови               |                                               |
| Оперативни систем     |                                               |